# Лацис, Юлий
Ю́лий Ла́цис (латыш. Jūlijs Lācis; 25 декабря 1892, Ледурга, Лифляндская губерния, Российская империя — 15 декабря 1941, Астрахань, СССР) — латышский журналист, писатель
, общественный и государственный деятель Латвийской ССР. Член Союза писателей Латвии.

## Биография
Из крестьян. После окончания школы, в 1914 году поступил в Рижский политехнический институт. Был женат на Анне (Асе) Лацис (до замужества — Лиепиня). После окончания Первой мировой войны вместе с женой отправился на учёбу в Психоневрологический институт имени Бехтерева в Петрограде.
В 1921—1923 годах продолжил обучение в Латвийском университете, затем отправился во Францию, где в 1925—1926 годах изучал журналистику в Парижской Высшей школе социальных наук. Ю. Лацис был одним из первых журналистов в Латвии, получивших профессиональное образование.
Работал в латышских газетах («Jaunākās Ziņas») и журналах («Atpūta»). Публиковал свои статьи, стихи и рассказы. Пользовался псевдонимами Ju-Ju и Sinus.
Член Коммунистической партии Латвии. После ввода советских войск в Латвию в 1940 году был избран депутатом Народного Сейма.
Был назначен министром народного благосостояния (21 июня — 21 июля 1940) в правительстве А. Кирхенштейна, позже — народным комиссаром по образованию. Член делегации, направленной в Москву с просьбой принять Латвию в состав СССР.
8 января 1941 года по обвинению в антисоветской агитации был арестован. Умер 15 декабря того же года в Астраханской тюрьме.

## Избранные произведения
- «Mūža meža maldi» (роман о жизни латышей в джунглях штата Сан-Паулу, Бразилия).